# Контаріні (рід)
Контаріні — знатний багатий Венеціанський рід, що відноситься до стародавнього патриціату. Загалом із цієї родини вийшло вісім дожів Венеціанської республіки, 44 прокуратори Сан-Марко, численні посли, дипломати, священнослужителі, політики та інші впливові особи. Серед правлячих родин республіки вони довгий час тримали більшість місць у Великій раді Венеції.

## Історія
Родинна легенда говорить про походження їх від Римського консула Аврелія Котта, що був префектом в регіоні Рейн. Також легенди говорять про Ауреліо Контаріні, син Марка Ауреліо, що переїхав до Венеції після вторгнення Аттіли і став трибуном Ріальто в 453 році. Та про іншого Марко Ауреліо Контаріні, що був один із 12 трибунів, які обрали першого дожа в 697 році за ініціативою патріарха Градо.
Першим документально підтвердженим членом родини є Андреа Контаріні, який у 853 році підписав заповіт єпископа Кастелло Орсо.
У 1500 році з 1523 патриціанських родин, зареєстрованих у місті, 107 носили прізвище Контаріні. Представники роду Контаріні живуть і в ХХІ столітті.

## Палаци
Палаци, що належали роду Контаріні:
- Ка-д'Оро
- Контаріні-дель-Боволо
- Контаріні-дель-Фігуре
- Контаріні-Фазан
- Контаріні-дель-Дзаффо.